# Ernest Polonceau
Gustave Ernest Polonceau (3. března 1832 Versailles – 11. dubna 1900 Viry-Châtillon) byl francouzský železniční inženýr a technický manažer. Od roku 1877 pracoval jako ředitel technické a lokomotivní služby Rakouské společnosti Státní dráhy (StEG), a pozici zastával až do svého návratu do Paříže roku 1885. Byl i členem správní rady Společnosti.

## Biografie
Gustave Ernest Polonceau se narodil v rodině divizního celního inspektora Jeana Armanda Polonceaua a jeho ženy Elisabeth Marie Charles, rozené Bellonové.
Po absolvování École des Mines (báňské inženýrské školy) nastoupil roku 1854 do služeb Compagnie du chemin de fer de Paris à Orléans (zkratka P.O., Společnost dráhy Paříž-Orleáns), na doporučení svého bratrance Camilla Polonceaua, vedoucího lokomotivní služby Společnosti. Zkušenosti získával jako pomocník, zámečník a strojník (strojvůdce) v depu v Ivry. Od roku 1856 zastupoval vedoucího depa. Roku 1858 byl jmenován inspektorem vozby v Tours, poté zástupcem hlavního inženýra lokomotivní služby v Bordeaux a v Tours. Díky svým organizačním a řídícím schopnostem byl roku 1870 povolán ředitelem Ernestem Cézannem do Konstantinopole do funkce hlavního inspektora Císařské společnosti evropsko-turecké železnice a pověřen řízením stavby prvního 16 km úseku trati z Konstantinopole (stanice Sirkeci) do Kutchuk-Tchekmedjé (dnes istanbulské předměstí Küçükçekmece). Roku 1872 se stal ředitelem technické a lokomotivní služby v Bukurešti a komisařem pro rumunskou část železniční sítě Rakouské společnosti státní dráhy (StEG), následně zástupcem ředitele provozu a vedoucím oddělení technické a lokomotivní služby (Sub-Direction für Maschinenwesen) ve Vídni. Roku 1877 postoupil na místo ředitele této služby. Po rozdělení StEGu podle duálního klíče roku 1882 tuto funkci v letech 1882–85 dále vykonával pro obě části sítě (rakouskou i uherskou) a pro dílny Společnosti. Od roku 1882 byl i členem řídícího výboru dolů, továren a pozemků StEG. Ve své funkci měl významný vliv na konstrukci parních lokomotiv vyráběných v lokomotivce Společnosti, (zvláště po odchodu Johna Haswella), a zprostředkovaně i v Rakousku.
Ihned po příjezdu do Rakouska se Polonceau stal členem Société d'assistance pour les Français, poté se stal členem výboru, a později viceprezidentem a přispěl k i založení Société d'assistance franco-belge-suisse v Praze (společnosti pro podporu Francouzů v Rakousku).
Roku 1885 se vrátil do Francie na místo hlavního inženýra technické a lokomotivní služby dráhy Paříž – Orleáns, které převzal po zesnulém Victoru Forquenotovi.
Ve Francii působil v řadě odborných výborů, mj. v Ústřední komisi pro parní stroje, a v komisi zřízené francouzským ministrem veřejných prací za účelem hledání způsobů, jak zajistit nové bezpečnostní záruky pro cestující v železniční dopravě (od 1888). Byl viceprezidentem (1888) a prezidentem (od 1891) Francouzské společnosti stavebních inženýrů, viceprezidentem Komise pro metody zkoušení metalurgické sekce a členem přijímací komise Světové výstavy v Paříži v roce 1900 (od 1897), jejíhož otevření se o několik dní nedožil. Je autorem řady návrhů na vylepšení konstrukce lokomotiv a provozu dráhy, včetně patentu na lokomotivu se zlepšeným průjezdem obloukem. Jeho zásluhy byly oceněny udělením Řádu čestné legie Francouzské republiky.